# 카 벤드라민 칼레르지

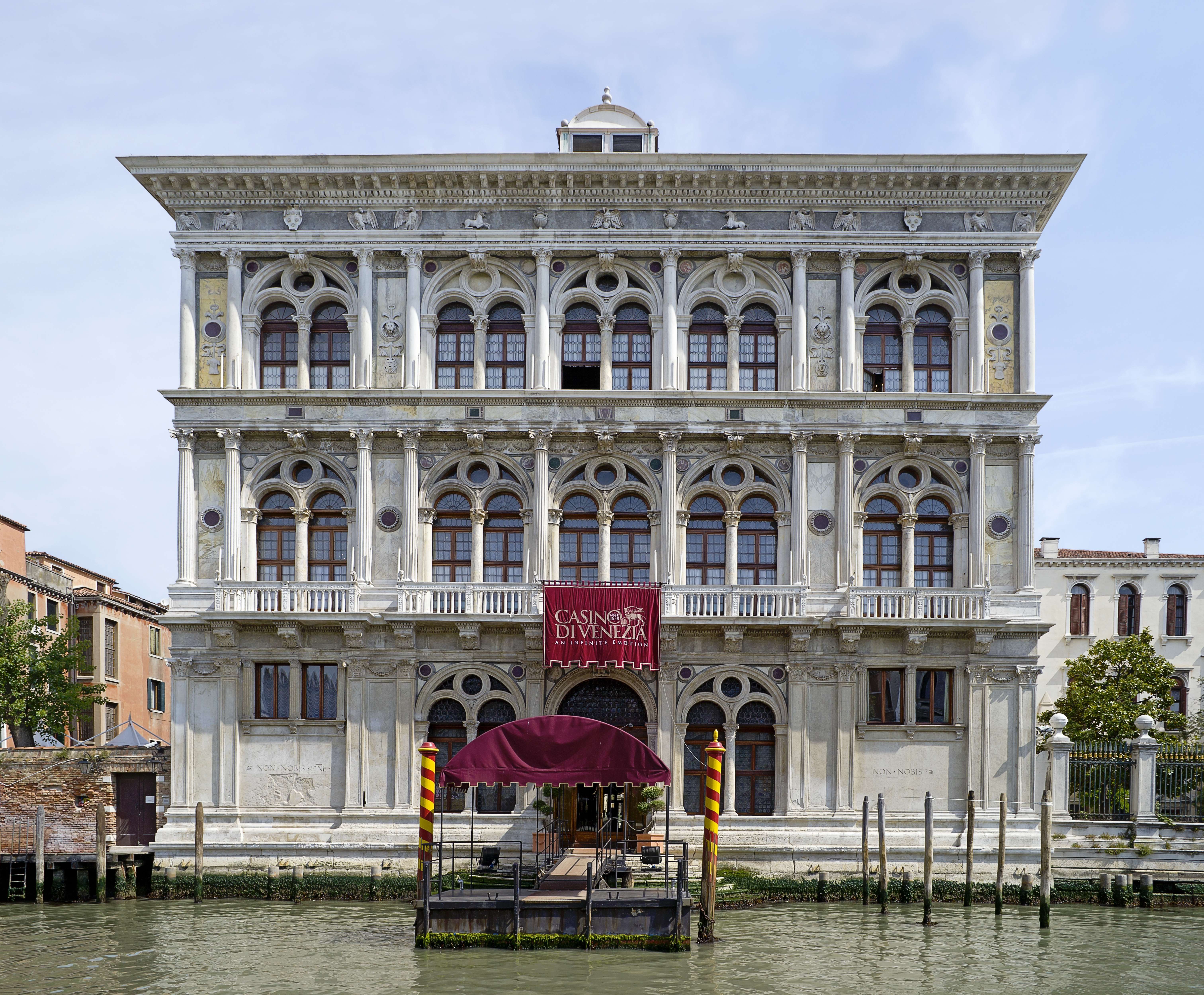
카 벤드라민 칼레르지

카 벤드라민 칼레르지(이탈리아어: Ca' Vendramin Calergi)는 이탈리아 베네치아 카나레조 카날 그란데에 있는 궁전이다. 현재는 바그너 박물관(Museo Wagner)과 베네치아 카지노(Casinò di Venezia)로 사용되고 있다.